# Enneagram
Enneagram osobnosti, většinou nazývaný jednoduše enneagram, (z řeckého ennea, což znamená devět, a grammos, což znamená body) je model lidské psychiky, dynamická typologie, prastaré učení o typech, popisující devět různých osobnostních typů. Hlavní myšlenka enneagramu se opírá o zásadu, že každý člověk má nějaký hlavní, ústřední rys, který se podobá ose, kolem které se soustřeďuje celý život osobnosti. Tato "fixace" se vztahuje k obrannému mechanismu, který jsme si utvořili v dětství. Toto lpění – častěji nevědomé – se projevuje v našich zvycích a omezuje naše nazírání na svět. Žádný z těchto typů (základních, enneagramových) není horší ani lepší než ostatní. Jde tedy o nalezení svého typu, studium vlastní automatiky, opakujících se základních životních témat; studium stínů, skrytých motorů a mechanik vlastního charakteru; studium vašich partnerů ve vztazích a v práci se zaměřením na to, jak mohu pozorovat svět jejich očima.
Kritici však oponují (např. Jiří Heřt), že jde o pseudovědeckou metodu bez reálného vztahu ke skutečnosti, kterou současná psychologie nepoužívá.

## Historie
„Historie vzniku enneagramu je do té míry neznámá, že snadno svádí ke spekulacím.“ Existují úvahy, že teorie enneagramu pochází již ze starověkého Řecka, tyto úvahy však nejsou dokázány. Pravděpodobně se jedná o syntézu starších tradic (sedm smrtelných hříchů, kabala, súfismus, křesťanští mystikové), za otce současného modelu můžeme považovat Georgije Ivanoviče Gurdžijeva, na něj navázali kupříkladu Oscar Ichazo a Claudio Naranjo, Helen Palmer, David Daniels, Richard Rohr. Enneagram je dynamický model, užívaný podle svých protagonistů na poli psychologie – v oblasti pracovní a obchodní sféry, psychoterapie, vzdělávání a výchovy, spirituální práce, medicíny. Můžeme se také setkat s tezí, že jde o metodu bez vědeckého základu, vzorkem amerických odborníků byla hodnocena jako zdiskreditovaná. Model posud není využívaný k psychologické diagnostice. Helen Palmer (psychiatr, Stanfordova univerzita, USA), Terry Saracino se zabývají výzkumem, který by tuto možnost přinesl. V příloze knihy najdeme popis prvního z nich, kde autoři studie zjišťují rozdíly mezi osobnostmi různých enneagramových typů na základě MBTI a Minnesota Multiphasic Personality Inventroy (MMPI).[zdroj⁠?!]. Zmínka o vůbec prvním empirickém výzkumu enneagramu je z roku 1983 (Wagner, Walker). Byly vyhodnocovány výsledky 390 zástupců jednotlivých enneagramových typů v testu MBTI a Millonově illinoiském dotazníku, ten určuje osobnostní strukturu projevující se prostřednictvím 8 osobnostních stylů. Millonův popis tvoří dle Wagnera paralelu s pojetím vytváření fixací ega v typologii enneagramu. Ve studii byl rovněž použit Wagnerův enneagramový katalog osobností se 135 položkami pro určení ennea-typu, který respondenti vyplňovali před a po enneagramovém výcviku.[zdroj⁠?!]

## Devět typů osobnosti
Jednička (perfekcionista, reformátor, kritik)
Jedničky jsou idealisté, snažící se udělat ze světa lepší místo pro život. Jsou tvrdé jak na sebe, tak na ostatní, a těžko nesou jak svou vlastní, tak cizí nedokonalost. Díky jejich smyslu pro povinnost se na ně dá spolehnout.
Dvojka (pomocníci, dárci, ošetřovatelé)
Dvojky se neustále snaží pomáhat ostatním, chtějí být nepostradatelné pro druhé, neustále se snaží všem vyhovět. Dokáží však být v této potřebě až egoistické, a dokonce jsou schopné okolní svět i vydírat, pokud si od nich nechce nechat pomoct.
Trojka (sportovci, vítězové)
Trojky jsou hnány touhou po úspěchu, za který jsou schopny mnoho obětovat. Rády si vytyčují cíle, za kterými pak jdou, jejich hlavní motivací je však touha po uznání. Jsou schopny dostat se do jakékoliv role, relativně často lžou a přetvařují se, rády se vidí v nějakých rolích.
Čtyřka (romantik, individualista, umělec)
Čtyřky jsou tvořivé, nápadité a umělecky založené. Právě ony mají úspěchy v malířství, tanci, literatuře či jiných uměleckých směrech. Mohou propadat melancholii a depresím a uzavírat se do sebe. Snaží se být originální pomalu za každou cenu, snadno se pro něco nadchnou, mají rády auru tajemna a síly, jež se vymykají lidské kontrole a chápání. Nerady se nechávají svazovat.
Pětka (pozorovatelé, objevitelé, přemýšliví)
Pětky jsou všímavé a přemýšlivé vůči svému okolí. Dokáží naslouchat a vyhodnocovat, jsou racionální, dříve myslí, než jednají. Snaží se kontrolovat své emoce, a proto je pro ně někdy těžké vyjádřit své city. Touží objevovat nové věci a poté si je třídit a škatulkovat, jejich racionalita jim však nepomáhá v jejich soukromém životě, proto v této oblasti často trpí.
Šestka (loajalista)
Hlavní vlastností šestek je stabilita a věrnost a jejich základním kamenem úrazu je strach. Hodně se bojí a hodně se nechají strachem ovlivňovat. Mohou být místy až paranoidní. Potřebují oporu a vedení.
Sedmička (požitkář, dobrodruh, nadšenec)
Sedmičky vidí svět tak, jak ho vidět chtějí. Zavírají oči před realitou, kvůli čemuž se stávají povrchními. Umí si užívat života, ale mohou propadat alkoholu či jiným neřestem.
Osmička (vůdce, ochránce)
Osmičky jsou přirození vůdci, ochraňující slabší, jsou obdařené velkou vnitřní energií, jež je žene dopředu. Mají problémy s autoritami a obecně se často dostávají do konfliktů, také bývají tvrdohlavé a nenechají si vymluvit své názory.
Devítka (ochránce, vyjednávač)
Devítky vynikají svou empatičností, vnímavostí a klidem. Nejsou moc průbojné a svým okolím jsou snadno přehlédnutelné. Nebývají moc otevřené a mívají problémy bavit se např. o tabuizovaných tématech nebo sexualitě.

## Křídla, tahy
I když osobnost člověka je nejvíce dána jedním typem, ovlivňuje ji i všech osm ostatních typů enneagramu. Jednak ji ovlivňují dva sousední typy, obvykle nazývány křídla (například jednička má nejvíc společného s dvojkou a devítkou). Z těchto křídel může či nemusí být jedno dominantní. Tento aspekt teorie enneagramu vypracoval mj. Claudio Naranjo. Dalšími podstatnými aspekty modelu enneagramu jsou bod stresu a bod klidu, kdy typ přebírá znaky jiného typu, proto je model považován za dynamický. Každý typ osobnosti sestává ze tří způsobů – převažujícího způsobu, který převládá za obvyklých okolností a který se nazývá vašim typem osobnosti; způsob, který působí, když přecházíte k akci (nebo jste pod tlakem) a způsob, který vstupuje do hry v bezpečných nestresových situacích.

## Emoční fixace
S každým typem je spojován pojem emoční a mentální fixace. Emoční fixace je pravděpodobně inspirována Sedmi smrtelnými hříchy. Vzhledem k tomu, že typů v enneagramu je devět, byly přidány ještě dva: Strach a Klam. Člověk nejvíce podléhá hříchu, s nímž je spojen jeho typ.
- Jednička – Jedničky chtějí mít ideální svět, a protože se jim to nikdy nemůže podařit, podléhají hněvu (ira)
- Dvojka – Dvojky se snaží být důležité, a proto podléhají pýše (superbia)
- Trojka – Trojky chtějí být v očích ostatních nejlepší, uchylují se tak ke klamu
- Čtyřka – Čtyřkám vědomí toho, že někdo má něco, co ony nemají, a přitom chtějí mít, evokuje představu vlastní chybnosti, proto je jejich hříchem závist (invidia)
- Pětka – Pětky kvůli své přehnané racionalitě často propadají lakotě (avaritia)
- Šestka – Hlavní problém šestek tkví v jejich strachu
- Sedmička – Sedmičky jako požitkáři propadají obžerství (gula) ve smyslu celkové nestřídmosti. Hnací silou člověka ovládaného nestřídmostí je vyhledávání požitku a vlastní vůle.[14]
- Osmička – Osmičky jsou energické a občas se nedokážou kontrolovat, proto propadají smilstvu (luxuria) ve smyslu přílišných výstředností. Příliš jídla, příliš pití, mluví hodně nahlas. Rozzlobí se často natolik, že se zdi chvějí a mají tendenci zneužívat svou moc.[15]
- Devítka – Devítky nejsou průbojné, konfliktům se pokud možno vyhýbají a nemají cíle, proto se stávají obětí lenosti (acedia)

## Kritika
Typologie enneagramu je podle Jiřího Heřta metodou pseudovědeckou, odvozenou bez dostatečného výzkumu a hledající vztahy mezi lidmi na základě iracionálních pravidel, jako taková nemá souvislost s vědecky podloženými typy osobnosti, jako je například teorie Big Five. Za šíření znalostí o enneagramu a posuzování osobnosti esoterikou také dostala společnost ENNEA ČR anticenu Bludný balvan 2004.